# SqlMap
SqlMap és una eina de codi obert per a proves de penetració que automatitza el procés de detectar i explotar les vulnerabilitats d'injecció SQL. Amb aquesta eina és possible detectar els diferents tipus de base de dades que donen serveis a pàgines web i aplicar de forma automatitzada una col·lecció de proves d'injecció de comandes que la base de dades interpretaria com a ordres en cas de ser vulnerable l'aplicació web a una injecció SQL.

## Principals característiques
- SqlMap és una aplicació programada amb llenguatge Python fet que permet ser executada en una gran diversitat de sistemes operatius.
- Disposa de suport per gran varietat de bases de dades: MySQL, Oracle, PostgreSQL, Microsoft SQL Server, Microsoft Access, IBM DB2, SQLite, Firebird, Sybase, SAP MaxDB i HSQLDB.
- Permet la connexió directa contra la base de dades, sense l'explotació d'una injecció SQL.
- Inclou sis tècniques diferents d'injeccions SQL: boolean-based blind, time-based blind, error-based, UNION query-based, stacked queries i out-of-band.
- Pot enumerar els usuaris, hash de contrasenyes, privilegis, bases de dades, taules i columnes.
- Reconeixement automàtic de diferents hash de contrasenyes i suport per un atac contra diccionari.